# Partido Comunista do Uruguai
O Partido Comunista do Uruguai (espanhol: Partido Comunista del Uruguay , PCU) é um partido comunista no Uruguai, fundado em 21 de setembro de 1920. É membro da coalizão Frente Ampla.
O atual secretário-geral da PCU é Juan Castillo .
O partido faz parte do Encontro Internacional de Partidos Comunistas e Operários e do Foro de São Paulo.